# Hamza El Hacham
Hamza El Hacham är en marockansk taekwondoutövare. 

## Karriär
I juni 2021 tog El Hacham guld i 54 kg-klassen vid afrikanska mästerskapen i Dakar efter att ha besegrat egyptiske Omar Sharaky i finalen. I juli 2022 tog han silver i 54 kg-klassen vid afrikanska mästerskapen i Kigali efter en finalförlust mot nigeriske Mahamadou Amadou. I november 2022 tävlade El Hacham i 54 kg-klassen vid VM i Guadalajara, där han blev diskvalificerad i sextondelsfinalen mot sydkoreanske Bae Jun-seo.